# کاویکا شوجی
کاویکا شوجی (انگلیسی: Kawika Shoji؛ زادهٔ ۱۱ نوامبر ۱۹۸۷) بازیکن والیبال اهل ایالات متحده آمریکا است.
شوجی در حال حاضر عضو تیم ملی والیبال آمریکا و باشگاه شارلوتنبرگ برلین است. وی در قالب تیم ملی آمریکا مدال طلا لیگ جهانی ۲۰۱۳ را به دست آورد و در المپیک ریو ۲۰۱۶ نیز به همراه دیگر بازیکنان تیم ملی آمریکا به مدال برنز دست یافت.